# Ho incontrato un'ombra
Ho incontrato un'ombra è uno sceneggiato televisivo di genere thriller in quattro puntate, per la regia di Daniele D'Anza, prodotto dalla Rai ed andato in onda per la prima volta dal 24 febbraio al 20 marzo 1974 sul Programma Nazionale (l'odierna Rai 1) in prima serata. Ebbe un enorme successo, con una media di oltre 19 milioni di spettatori.

## Trama
Lo sceneggiato è ambientato in Svizzera. A casa del pubblicitario Philippe, di cui è innamorata una sua collega, Catherine, cominciano ad accadere eventi misteriosi. Al ritorno dal lavoro, Philippe si accorge che qualcuno, durante le sue assenze, si è introdotto ripetutamente in casa sua. Le tracce lasciate fanno risalire a una donna presumibilmente accompagnata da un uomo.
Tramite l'automobile parcheggiata nei pressi del suo appartamento, con l'aiuto di Catherine, Philippe risale ad alcuni personaggi di importanza secondaria, tra cui un ricettatore che però ben presto viene ucciso nel suo appartamento di Ginevra. Inoltre, alcune riprese da una videocamera installata a casa del protagonista mostrano delle foto di una donna dai capelli lunghi, ma difficile da identificare.
La catena dei fatti misteriosi culmina il giorno in cui, nascondendosi nel giardino di casa per cogliere i misteriosi visitatori, il protagonista trova un cadavere in soggiorno. Poco dopo il ritrovamento, la polizia è alle porte del suo appartamento. In preda al panico, Philippe decide di occultare il cadavere. La polizia spiega che qualcuno avrebbe denunciato la presenza, in casa di Philippe, di una persona gravemente ferita. Dato che la ricerca degli agenti di polizia resta senza frutto, l'indagine sembra continuare senza che sussistano motivi per coinvolgere Philippe.
Sulle tracce della potenziale assassina, Catherine e Philippe brancolano nel buio fino al giorno in cui Philippe si accorge di aver visto per caso, in strada, una donna che potrebbe essere l'intrusa.  Philippe fa di tutto per conoscerla e alla fine, tamponandone volontariamente l'automobile, riesce a conoscere la donna misteriosa, che dice di essere ginevrina, di chiamarsi Silvia e di abitare con la madre. In realtà Silvia non è una criminale, ma una donna braccata dai ricattatori con cui si incontra regolarmente da tempo. Questi, dal canto loro, avevano scelto come luogo apparentemente sicuro proprio la casa di Philippe. Philippe inizia ad innamorarsi della bionda Silvia e viene a sapere da sua madre che in realtà è tedesca. Silvia, dal canto suo, non vorrebbe coinvolgere Philippe nei suoi guai personali e si rifiuta categoricamente di rivelargli la causa dei ricatti che pesano su di lei.
Dopo altri eventi misteriosi e ulteriori minacce da parte dei ricattatori, Philippe viene a sapere che a casa di Silvia non abita solo sua madre, ma anche suo padre, il quale vive nascosto nella vecchia casa di famiglia dato che è un ex nazista ricercato dalla polizia. Il ricattatore minaccia di tradirlo e di rivelare il luogo in cui si nasconde alle autorità ginevrine. Diversi degli ex nazisti che circolano intorno all'ambiente della famiglia di Silvia sono per giunta ancora attivi in un'organizzazione sovversiva di estrema destra.
Silvia confessa a Philippe la vera identità della sua famiglia e le ragioni del ricatto, ammettendo di essersi trovata da sola in casa di Philippe con un agente dei ricattatori e di averlo ucciso subito dopo essere stata importunata da lui. In seguito, Silvia aveva chiamato la polizia nel tentativo di farlo trasportare in ospedale. Tra l'altro, la vittima dell'omicidio aveva venduto al ricettatore alcuni gioielli di Silvia che lei aveva consegnato come anticipo sul riscatto.
In seguito, la polizia si trova nuovamente sulle tracce di Philippe, della sua collega Catherine e dell'organizzazione neo-nazista. D'accordo con Catherine, si decide di avviare una campagna di informazione sulla stampa, rivelando di essere al corrente che il padre di Silvia è vivo e che si trova a Ginevra. Con questo, la polizia intende spaventare i neo-nazisti e spingerli a compiere un passo falso, In seguito a tutto ciò, nonostante sia innamorata di Philippe, Silvia si dà improvvisamente alla fuga insieme ai genitori, sottraendosi suo malgrado alle amorose attenzioni di Philippe e ricominciando una vita di ombre e paure, libera per il momento dai ricattatori ma perseguitata dalle responsabilità del padre e isolata dal resto del mondo.

## Colonna sonora
I brani che compongono la colonna sonora sono opera di Romolo Grano; il brano "A blue shadow" composto da Grano, venne arrangiato e registrato sia dall'autore con la sua orchestra, e accompagnava i titoli di testa, sia da Berto Pisano, con la sua orchestra, e accompagnava i titoli di coda; il secondo era decisamente più "accattivante" e scalò in breve tempo la hit-parade dell'epoca.

## Produzione
Le riprese si svolsero a Stresa, nell'ex Villa Castelli dove è stato girato anche il film La stanza del vescovo di Dino Risi. 

## Distribuzione
Nel 2009 la Warner Home Video ha pubblicato lo sceneggiato in DVD.